# Subularia monticola
Subularia monticola är en korsblommig växtart som beskrevs av Alexander Karl Heinrich Braun och Georg August Schweinfurth. Subularia monticola ingår i släktet sylörter, och familjen korsblommiga växter. Inga underarter finns listade i Catalogue of Life.

## Bildgalleri